# Книга джунглів (мультфільм)
«Книга джунглів» (англ. «The Jungle Book») — анімаційний фільм 1967 року, знятий на студії Walt Disney у США. Створений за мотивами твору Редьярда Кіплінґа «Книга джунглів».

## Сюжет
Вирощене вовками людське дитинча Мауглі за рішенням зграї повинне повернутися до людей, щоб не потрапити в лапи до тигра-людожера Шерхана. Разом з пантерою Багірою Мауглі вирушає в дорогу, назустріч знайомствам і небезпечним пригодам.
Він подружиться з безтурботним ведмедем Балу, буде викрадений мавпами, стане полоненим підступного удава Каа, і ще багато чого трапиться із сміливим хлопчиком, який за словами самого Кіплінга «Любить смикати смерть за вуса».

## Озвучування ролей
- Мауглі — Брюс Рейтерман
- Балу — Філ Гарріс
- Багіра — Себастьян Кебот
- Шер-Хан — Джордж Сандерс
- Каа — Стерлінг Голлоуей
- Король Луї — Луї Пріма
- Полковник Хатхі — Дж. Пет О'Меллі
- Стерв'ятники: 
Дж. Пет О'Меллі 
Чад Стюарт 
Лорд Тім Гадсон 
Діґбі Вульф
- Виніфред — Верна Фелтон
- Джуніор — Клінт Говард
- Акела — Джон Еббот
- Рама — Бен Райт
- Фланкі — Лео Де Ліон
- Слоненя — Клінт Говард
- Мавпи — Білл Скайлс, Піт Гендерсон
- Шанті — Дарлін Карр

## Український дубляж
- Режисер дубляжу — Павло Скороходько
- Перекладач тексту та пісень — Роман Кисельов
- Музичний керівник — Тетяна Піроженко
- Звукорежисери — Михайло Угрин, Станіслав Ногін, Всеволод Солнцев

Фільм дубльовано студією «Le Doyen» на замовлення компанії «Disney Character Voices International» у 2019 році.

### Ролі дублювали
- Єгор Скороходько — Мауглі
- Михайло Кришталь — Багіра
- Євген Лунченко — Балу
- Ігор Тимошенко — Король Луї
- Євген Шах — Хатхі
- Ольга Радчук — Вініфред
- Роман Семисал — Акела
- Валерій Легін — Каа
- Маргарита Мелешко — Дівчинка
- Володимир Трач — Баззі
- Борис Георгієвський — Шер-Хан (діалоги)
- Михайло Мальцев — Шер-Хан (вокал)
- Роман Чорний — Рама
- Дмитро Павленко — Слоненя
- Сергій Юрченко — Діззі
- Євген Анішко — Зіґґі